# Ауде Кампхёйс, Нильс
Нильс Ауде Кампхёйс (нидерл. Niels Oude Kamphuis; род. 14 ноября 1977, Хенгело, Оверэйссел) — нидерландский футболист, играл на позиции полузащитника.

## Карьера

### Клубная
Ауде Кампхёйс начинал карьеру в нидерландском «Твенте». С 1994 года в течение пяти сезонов он провёл 126 матчей за клуб, в которых забил 7 мячей.
В 1999 году Ауде Кампхёйс перешёл в немецкий «Шальке». В гельзенкирхенском клубе он играл 5 сезонов, проведя за «Шальке 04» 134 встреч, в которых голландец забил 8 мячей.
30 мая 2005 года Ауде Кампхёйс перешёл в мёнхенгладбахскую «Боруссию» в качестве свободного агента.
16 августа 2006 года Ауде Кампхёйс вернулся в родной «Твенте», где провёл один сезон и закончил карьеру.

### В сборной
Ауде Кампхёйс сыграл всего один матч за сборную Нидерландов — в 2001 году в товарищеском матче со сборной Англии.

## Статистика

### Матчи Ауде Кампхёйса за сборную Нидерландов
| Матчи Ауде Кампхёйса за сборную Нидерландов | Матчи Ауде Кампхёйса за сборную Нидерландов | Матчи Ауде Кампхёйса за сборную Нидерландов | Матчи Ауде Кампхёйса за сборную Нидерландов | Матчи Ауде Кампхёйса за сборную Нидерландов | Матчи Ауде Кампхёйса за сборную Нидерландов |
| ------------------------------------------- | ------------------------------------------- | ------------------------------------------- | ------------------------------------------- | ------------------------------------------- | ------------------------------------------- |
| №                                           | Дата                                        | Соперник                                    | Счёт                                        | Голы Ауде Кампхёйса                         | Соревнование                                |
| 1                                           | 15 августа 2001                             | Англия                                      | 2:0                                         | —                                           | Товарищеский матч                           |

Итого: 1 матч / 0 голов; 1 победа, 0 ничьих, 0 поражений.